# 1875 год в литературе

## Книги
- «Апология Аристофана» — сборник стихов Роберта Браунинга.
- «Богатые невесты» — пьеса Александра Островского.
- «Волки и овцы» — пьеса Александра Островского.
- «На краю света» — повесть Николая Лескова.
- «Подросток» — роман Фёдора Достоевского.
- «Старые и новые очерки» — сборник рассказов Марка Твена.
- «Старые времена на Миссисипи» — произведение Марка Твена.
- «Старый слуга» — произведение Генрика Сенкевича.
- «Трактирный альбом» — роман в стихах Роберта Браунинга.
- «Ченслер. Дневник пассажира Ж.-Р. Казаллона» — роман Жюля Верна.

## Родились
- 24 февраля — Раффаэле Чиураззи (итал. Raffaele Chiurazzi), итальянский поэт (ум. 1957).
- 27 февраля — Мануэль Угарте, аргентинский писатель (умер в 1951).
- 20 апреля — Владимир Видрич, хорватский поэт (умер в 1909).
- 6 июня — Томас Манн, немецкий писатель (умер в 1955).
- 6 июня — Норберто Ромуальдес Лопес, филиппинский писатель, лингвист (умер в 1941).
- 1 августа — Хулио Эррера-и-Рейссиг, уругвайский поэт, драматург, прозаик, эссеист, основоположник модернизма в национальной поэзии Уругвая (умер в 1910).
- 1 сентября — Эдгар Берроуз, американский писатель, автор романов о Тарзане (умер в 1950).
- 29 ноября — Александр Владимирович Жиркевич, русский писатель, коллекционер, общественный деятель (умер в 1927).
- 4 декабря — Райнер Мария Рильке, немецкий поэт (умер в 1926).
- Рахмонберди Мадазимов, узбекский писатель, организатор театрального движения Киргизии (умер в 1933)

## Умерли
- 4 февраля — Михаил Николаевич Лонгинов, русский литератор, писатель, поэт, мемуарист, библиограф, историк литературы, государственный деятель, крупный чиновник (родился в 1823).
- 14 февраля – Габриэль Гарсиа-и-Тессара, испанский писатель и поэт (род.1817).
- 15 февраля — Фридрих фон Юхтриц, немецкий писатель, поэт, драматург (род. в 1800).
- 20 марта — Виржини Ансело, французская писательница, драматург, мемуаристка (родилась в 1792).
- 29 мая — Мотеюс Валанчюс, литовский писатель и церковный деятель (родился в 1801).
- 4 августа — Ханс Кристиан Андерсен, датский писатель (родился в 1805).
- 27 августа — Василий Степанович Курочкин, поэт, переводчик, сатирик (родился в 1831).
- 10 октября — Алексей Константинович Толстой, граф, русский поэт (родился в 1817).
- 17 ноября — Иларио Аскасуби, аргентинский поэт (родился в 1807).
- 20 декабря — 
  - Михаил Петрович Погодин, русский историк и писатель (родился в 1800).
  - Векослав Бабукич, хорватский писатель  (род. в 1812).
- 26 декабря — Эмилио Прага, итальянский поэт, либреттист, драматург  (род. в 1839).
- Василий Владимирович Кашпирёв, русский литератор (родился в 1836).